# Central Cervecera de Colombia
La Central Cervecera de Colombia es una cervecería colombiana.

## Historia
Fue formada el 10 de noviembre de 2014 como resultado de la asociación entre la empresa colombiana de bebidas azucaradas Postobón, del grupo empresarial colombiano la Organización Ardila Lülle, y la Compañía de Cervecerías Unidas (CCU) de Chile. La Organización Ardila Lülle había intentado previamente entrar al mercado de las cervezas en Colombia, dominado en este país por la Cervecería Bavaria, con la creación de la Cervecería Leona en 1995, proyecto que fracasó, debiendo vender a sus rivales su planta productora, situada en la ciudad de Tocancipá, en 2000. La CCU ya se había constituido para entonces en el filial de la cervecera neerlandesa Heineken International, y el acuerdo entre la CCU y Postobón implicó un plan de 400 millones de dólares, que incluyó una participación en partes iguales en la nueva Central Cervecera de Colombia, y un plan que se centró inicialmente en la importación y distribución de la cerveza Heineken.
Mauricio Medina Yepes fue nombrado como el primer presidente de la cervecería en enero de 2015. Para finales de 2015, la cervecera inició la importación y distribución de la cerveza estadounidense Coors Light y la cerveza sin alcohol Buckler. En febrero de 2019, la cervecera introdujo al mercado su primera cerveza de origen colombiano llamada, Cerveza Andina. El 3 de mayo de 2019 inició operaciones de su planta en el municipio de Sesquilé, en el departamento de Cundinamarca, con una capacidad de tres millones de hectolitros, con el objetivo de producir progresivamente otras cervezas del portafolio de la compañía," entre las que se encuentran marcas como las cervezas de Heineken, Miller, CoorsLight, Tecate y Sol.
En 2020 La empresa donó 147.000 L de su bebida no alcohólica de malta NatuMalta a través de la Cruz Roja Internacional, con el objetivo de destinar las ganancias a poblaciones vulnerables por la pandemia de COVID-19. En honor a la victoria de Egan Bernal en el Giro de Italia 2021, la cervecera lanzó una cerveza de edición especial que llamó Egandina.

## Productos
Cervezas
- Cerveza Central
- Cerveza Andina Dorada
- Cerveza Andina Light
- Heineken
- Heineken 0.0
- Buckler 0,0
- Miller Genuine Draft
- Miller Lite
- Coors Light
- Cerveza Tecate
- Cerveza Sol

Maltas
- NatuMalta